# جورج إل. فوكس
جورج إل. فوكس (بالإنجليزية: George L. Fox)‏ هو عسكري أمريكي، ولد في 15 مارس 1900 في لويستاون في الولايات المتحدة، وتوفي في 3 فبراير 1943 في SS Dorchester ‏.